# H̱orod le ‘Ale
H̱orod le ‘Ale är en ö i Djibouti.   Den ligger i regionen Obock, i den nordöstra delen av landet, 100 km norr om huvudstaden Djibouti. Arean är 0,26 kvadratkilometer.
Terrängen på H̱orod le ‘Ale är platt. Öns högsta punkt är 53 meter över havet. Den sträcker sig 0,8 kilometer i nord-sydlig riktning, och 0,6 kilometer i öst-västlig riktning.